# Epipristis truncataria
Epipristis truncataria là một loài bướm đêm trong họ Geometridae.